# Буланин, Филипп Ильич
Филипп Ильич Буланин — советский хозяйственный, государственный и политический деятель.

## Биография
Родился в 1904 году в Уральске. Член КПСС.
С 1922 года — на хозяйственной, общественной и политической работе. В 1922—1956 гг. — на комсомольской и партийной работе в Казакской АССР, 1-й секретарь Убаганского районного комитета ВКП(б), секретарь Мартукского районного комитета ВКП(б), секретарь Темирского районного комитета КП(б) Казахстана, 2-й секретарь Актюбинского областного комитета КП(б) Казахстана, репрессирован, осуждён, освобождён, участник Великой Отечественной войны, заведующий Военным отделом Алма-Атинского областного комитета КП(б) Казахстана, начальник Отдела кадров Туркестано-Сибирской железной дороги, управляющий трестом «Облмаслопром», директор Государственного учебно-педагогического издательства.
Умер в Куйбышеве в 1989 году.